# La Guyonnière
La Guyonnière ist eine Ortschaft und eine ehemalige französische Gemeinde mit 2.692 Einwohnern (Stand: 1. Januar 2022) im Département Vendée in der Region Pays de la Loire. Sie gehörte zum Arrondissement La Roche-sur-Yon und zum Kanton Montaigu. Die Einwohner werden Guyon(ne)s genannt.
Mit Wirkung vom 1. Januar 2019 wurden die ehemaligen Gemeinden Boufféré, La Guyonnière, Montaigu, Saint-Georges-de-Montaigu und Saint-Hilaire-de-Loulay zur Commune nouvelle Montaigu-Vendée zusammengeschlossen und haben in der neuen Gemeinde der Status einer Commune déléguée. Der Verwaltungssitz befindet sich im Ort Montaigu.

## Geographie
La Guyonnière liegt etwa 38 Kilometer südsüdöstlich von Nantes. Umgeben wird La Guyonnière von den Ortschaften Treize-Septiers im Norden und Nordosten, La Boissière-de-Montaigu im Osten und Südosten, Saint-Georges-de-Montaigu im Süden und Südwesten, Montaigu im Westen sowie Saint-Hilaire-de-Loulay im Nordwesten.
Durch die Gemeinde führt die frühere Route nationale 753.

## Bevölkerungsentwicklung
| Jahr                      | 1962 | 1968  | 1975  | 1982  | 1990  | 1999  | 2006  | 2012  |
| Einwohner                 | 988  | 1.048 | 1.091 | 1.554 | 1.983 | 2.343 | 2.621 | 2.746 |
| Quelle: Cassini und INSEE |      |       |       |       |       |       |       |       |

## Sehenswürdigkeiten
- Kirche von La Guyonnière

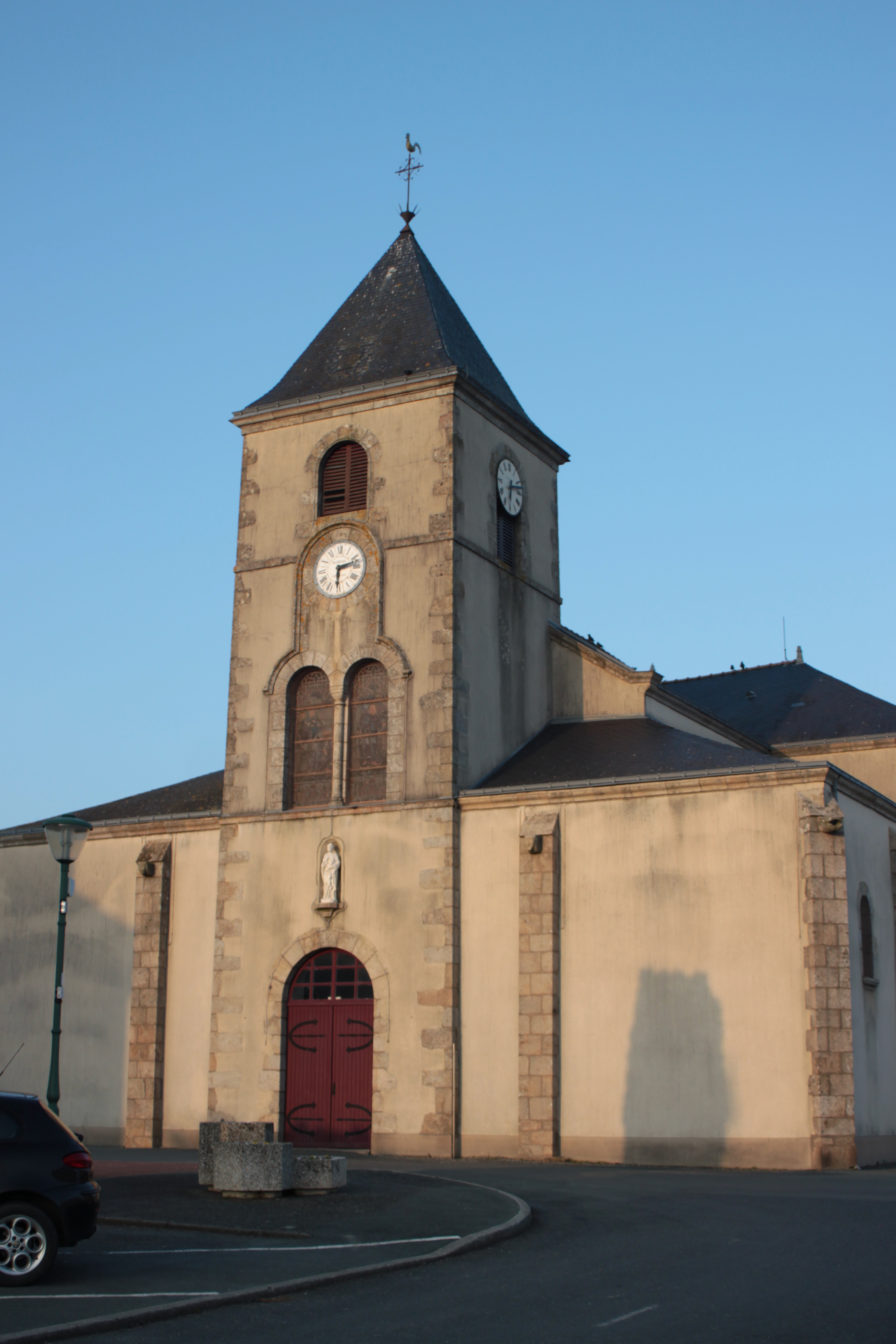
Kirche von La Guyonnière

- Ortschaft Le Meslay mit Calvaire, Kapelle und Replik der Grotte von Lourdes
- Altes Pfarrhaus
- Herrenhaus von La Roche-Thévenin vom Ende des 16. Jahrhunderts, umgebaut im 19. Jahrhundert, Monument historique seit 1992